# Денисенко, Александр Владимирович
Александр Владимирович Денисенко (укр. Олександр Володимирович Денисенко; род. 5 сентября 1958, Киев) — украинский писатель, драматург и прозаик, сценарист, актёр, режиссёр, автор теле- и радиопередач. С 1983 года член Союза кинематографистов Украины. Заслуженный деятель искусств Украины (2004).

## Общие сведения
В 1981 году окончил актёрский факультет Всесоюзного института кинематографии в Москве. Впоследствии — кинорежиссёрский факультет Киевского государственного института театрального искусства им. И.Карпенко-Карого. Поставил фильмы: «Что записано в книгу жизни» (лауреат Международного кинофестиваля Матери — Израиль, Хайфа, 1989 г., и Всесоюзного фестиваля «Дебют» — Москва, 1989 г.), «Подул ветер сечевой», «…И началась революция», «Пятый год: пробуждение», «Вместо Бога» и другие. Как актёр сыграл роли в фильмах: «Высокий перевал» (Гран-при Международного фестиваля «Молодость», 1982 г.), «Легенда о княгине Ольге», «Помилуй и прости», «Совесть», «Сказки старого Арбата», «У призраков в плену», «Украинская вендетта», «Слёзы капали» и других. Автор ряда романов, повестей, рассказов и киносценариев.

## Биография[1]
Родился 5 сентября 1958 года в городе Киеве в семье кинорежиссёра, Народного артиста Украины, лауреата Национальной премии им. Т. Шевченко Денисенко Владимира Терентьевича, и актрисы, Народной артистки Украины Наум Натальи Михайловны.
В 1975 году окончил киевскую среднюю школу № 92 им. Ивана Франко и поступил в Киевского государственного университета им. Тараса Шевченко на факультет кибернетики. На протяжении обучения на факультете, уже находясь на втором курсе, создал студенческий любительский театральный кружок под названием «У колонн» и поставил два спектакля «Двадцать минут с ангелом» по Вампилову и «Мещанин во дворянстве» по Же. Мольеру.
В 1978 году поступил на актёрский факультет Всесоюзного института кинематографии в Москве на курс Народного артиста СССР Сергея Бондарчука, который окончил в 1981 году. Его сокурсниками были Ия Нинидзе, Дмитрий Матвеев, Владимир Басов-мл., Валентин Ганев, Вероника Изотова, Тамара Акулова, Галина Сулима.
В 1981—2002 гг. (с перерывами) — режиссёр и актёр на киностудии художественных фильмов им. А. Довженко.
Начиная от 8-го марта 2000 года до 3-го августа 2005 года работал на телекомпании «Киев» как автор и ведущий ежедневной телепрограммы «Киноклуб Александра Денисенко», автор и диктор анонсов кинофильмов и заведующий отделом кинопрограмм. Определял творческие направления киновещания телеканала.
Директор студии «Укртелефильм» (1994—1995 гг.)
Директор по творческим вопросам телекомпании «Глас» (2005—2010 гг.)
Заместитель директора радио «Культура» Украинского радио (УР-3) (2010 г. — до октября 2014 г.).
Директор радио «Культура» Украинского радио (УР-3) — (с октября 2014 г. — до нынешнего времени).

## Киноактёр
С 1981 до 1988 года работал на киностудии им. Александра Довженко актёром. Снялся в двадцати пяти картинах преимущественно в главных ролях или ролях второго плана у известных режиссёров: Георгия Данелия, Саввы Кулиша, Юрия Ильенко, Александра Муратова, Бориса Ивченко, Игоря Негреско, Олега Биймы и других. Как актёр исполнил роли в фильмах: «Высокий перевал», «Легенда о княгине Ольге», «Сказки старого Арбата», «У призраков в плену», «Помилуй и прости», 
- 1968 — Совесть — спасшийся мальчик
- 1982 — Слёзы капали — Саша Ермаков, жених
- 1986 — Жалоба — Александр Куреневич, молодой хирург
- 1990 — Украинская вендетта — Гордей

«Провал операции „Большая медведица“», «Остров любви», «Внезапный выброс», «Жалоба», «Шевченко. Завещание», «Троянский Спас» и др.
За роль Гарвасия Доцьо в фильме «Высокий перевал» был удостоен гран-при Международного фестиваля «Молодость» в 1982 году.

## Режиссёрская деятельность
После получения режиссёрского образования и окончания кафедры режиссуры кино и телевидения кинофакультета Киевского театрального института в 1988 году, на котором учился не оставляя актёрской деятельности, работал одновременно на той же студии им. А. Довженко как и режиссёр-постановщик.
В 1988 году на киностудии им. А.Довженко как режиссёр-постановщик и сценарист снял художественный фильм «Что записано в книгу жизни» с Михаилом Коцюбинским. Фильм «Что записано в книгу жизни» — лауреат международного кинофестиваля Матери (Израиль, г. Хайфа) — 1989 г. и Всесоюзного фестиваля «Дебют» (г. Москва) — 1989 г.
В 1989 году был режиссёром восстановления и новой редакции «репрессированного» художественного кинофильма «Совесть» (авторы фильма:. Денисенко и В. Земляк).
В 1992 году, в связи с тем, что на Украине практически прекратилось кинопроизводство, работал в системе Гостелерадио. Был автором и режиссёром историко-публицистической телепрограммы «VADE ME CUM» на студии «Укртелефильм».
В 1993 году перешел на работу в Национальную синематеку Украины как режиссёр-постановщик 2-й категории, а затем — 1-й категории. Во время работы в кінематеці занимал должности зав. отдела и продюсера кіновідеолітопису. Снял научно-популярные фильмы: «Подул ветер сечевой», «…И началась революция», «1905 год: пробуждение».
С 1994 по 1998 год работал главным режиссёром ТПО «Культура», директором ТПО «Образ», директором студии «Укртелефильм» и старшим режиссёром ТПО «Возрождение» в системе Гостелерадио и Национальной телекомпании Украины. Был автором телепрограмм «TV-истории», «Парадоксы истории» и других.
В 1996 году снял, как режиссёр и сценарист, документальный фильм о большевистском терроре — «Вместо Бога».
В 1998 году работал главным продюсером «украинское объединение артистов» и как режиссёр-постановщик поставил театрализованное шоу «АКТ-АКАДЕМИЯ» с участием театральных актёров из всех театров г. Киева.
С 1999 года работал на киностудии им. А. Довженко, с 2000 года параллельно работая на телеканале «Киев», как режиссёр-постановщик снял документальный фильм о Киево-Могилянскую Академию «Academia sempiterna» в 2003 году и полнометражный художественный фильм «Троянский Спас» в 2004 году.
Одновременно по соглашению работал в театре им. И. Франко и поставил, как режиссёр, спектакль по Эдуардо Де Филиппо «Рождество в доме Купьелло» по собственным переводом в 2003 году.
в 2008 году создал, как режиссёр-постановщик и автор сценария, полнометражный документальный фильм «Печальная история Антона Чехова» (Телекомпания «Глас»).
В 2013 году был режиссёром и сценаристом документального полнометражного фильма «Денисія. Миры Владимира Денисенко» (Национальная кинематека Украины).
В 2015 году создал, как режиссёр-постановщик и автор сценария, полнометражный художественно-документальный фильм о Тарасе Шевченко «И я таки жил!». Также продолжается работа над кинолентой о Тарасе Шевченко «Тарас. Прощание с пустыней» (фильм посвящён жизни Шевченко в последние месяцы его десятилетней ссылки в 1847—1857 гг.).

## Литературная деятельность
С 1988 года пишет прозу и печатается в украинских журналах, литературных сборниках и газетах. Автор романов, повестей, рассказов, киносценариев и пьес. Пишет стихи, которые не предлагает ни одному издательству, поскольку считает, что мастерством рифмовать должен владеть и использовать, как литературный тренинг, в своей работе каждый писатель.
Повесть «Глина» опубликована в журналах «Украинские проблемы» (1994. — Ч.3: первый раздел) и «Киев» (1996. — Ч.1-2: оба раздела), повесть «Поезд» опубликована в «Курьере Кривбасса» (1997. — Ч. 85-86), рассказ «Запах сломленного цветка» опубликовано в «Курьере Кривбасса» (1994. — Ч.17), рассказ «Железная баба» опубликовано в газете «Нєзавісімость» на украинском языке (14 июня 1996 г.). В соавторстве с Аллой Тютюнник написал повесть «На пути подземной реки», которая была напечатана на страницах журнала «Киев» (1990. — Ч.9) и в сборнике «Романы и повести» в 1989 году. В журнале «Курьер Кривбасса» помещён отрывок из его романа «Комедия инстинкта» (1999. — Ч.119-120) и сокращённый вариант романа «Містич» (2002. — Ч. 167—168), повесть «Витя Давида — человек идеи» в журнале «Курьер Кривбасса» (2004. — Ч.188), рассказ «Большой Иван» («Курьер Кривбасса» (2008. — Ч.255).
Пьеса «Оксана» о последних годах жизни и тайну смерти Т. Шевченко опубликована в «Курьере Кривбасса» (2002. — Ч.148) и в сборнике «Наша драма» (декабрь 2002 г.). Эта пьеса поставлена в Национальном академическом театре им. И. Франко в 2003 году под названием «Божественное одиночество».
Комедия-мюзикл «Май-сентябрь» опубликована в «Курьере Кривбасса» (2005. — Ч.187).
Рассказ «Душа реки» переведён на немецкий язык и напечатан в немецкой антологии причудливой литературы «Die Stimme des Grases» (2000 — Brodina Verlag), в «Курьере Кривбасса», газете «Слово», а также издано в антологии «Частная коллекция» (2002. — Львов.).
В 2008 году в Литературном агентстве «Пирамида» вышла книга прозы «Душа реки».
В начале 2009 году в издательстве «Грани-Т» вышла книга «Сердечный рай, или Оксана» про последние годы жизни Т. Шевченко, в основу которой положен текст пьесы «Оксана» В. Денисенко, а также опубликованы неизвестные документы из жизни Т. Шевченко и комментарии историков, искусствоведов и деятелей культуры.
Книга Александра Денисенко «Сердечный Рай, или Оксана» получила второе место на VI-м Международном конкурсе книги в Москве в номинации «Содружество».
В 2009 году В. Денисенко за киносценарий «Оксана» получил II премию всеукраинского литературного конкурса «Коронация слова».
В 2010 году в издательстве «Грани-Т» вышел роман-фэнтези О. Денисенко «Межник. На грани света и тени».
6 марта 2012 года А. Денисенко победил во Всеукраинском конкурсе литературных сценариев художественного фильма о Тарасе Шевченко к 200-летию со дня рождения поэта. За предоставление его сценария «Прощание с пустыней» первого места жюри конкурса во главе с французским кинокритиком Любомиром Госейко и украинским кинооператором Юрием Гармашем проголосовало единогласно.
Автор цикла «История христианской Церкви», который состоит из 150 драматических эссе, поставленных на Украинском радио в 2012−2013 гг. и изданных отдельным тиражом с 6 CD-дисков в 2013 году.
Автор трёх сценариев литературно-драматических радиопостановок из жизни Тараса Шевченко: «Происхождение», «И не брюнет, и не блондин», «О, мой сопутниче святой!», поставленных на Национальном радио в 2014 году.

## Признание достижений
- Диплом за лучшую мужскую роль на МКФ «Молодость» в Киеве (за роль в фильме «Высокий перевал», 1982 год).
- С 1984 года член Союза кинематографистов Украины.
- Член «Ассоциации украинских писателей» с 1996 года и член Конфедерации драматургов Украины с 2001 года.
- В 2004 году был удостоен звания «Заслуженный деятель искусств Украины».